# Коријано (Римини)
Коријано (итал. Coriano) је насеље у Италији у округу Римини, региону Емилија-Ромања.
Према процени из 2011. у насељу је живело 2359 становника. Насеље се налази на надморској висини од 77 м.

## Становништво
| 1931. | 1936. | 1951. | 1961. | 1971. | 1981. | 1991. | 2001. | 2011.  |
| ----- | ----- | ----- | ----- | ----- | ----- | ----- | ----- | ------ |
| 7.508 | 7.573 | 6.816 | 5.966 | 5.134 | 6.104 | 7.385 | 8.501 | 10.028 |